# ویلیام برایانت (بازیکن فوتبال، زاده ۱۸۷۴)
ویلیام برایانت (انگلیسی: William Bryant; ۱ ژانویهٔ ۱۸۷۴ – ۲۵ اکتبر ۱۹۱۸) بازیکن فوتبال اهل پادشاهی متحد بریتانیای کبیر و ایرلند بود.
از باشگاه‌هایی که در آن بازی کرده‌است می‌توان به باشگاه فوتبال بلکبرن روورز، باشگاه فوتبال منچستر یونایتد، و باشگاه فوتبال روترهام یونایتد اشاره کرد.